# Sítio do Quinto
Sítio do Quinto là một đô thị thuộc bang Bahia, Brasil. Đô thị này có diện tích 651,958 km², dân số năm 2007 là 20664 người, mật độ 31,7 người/km².